# Kleszczów
Kleszczów è un comune rurale polacco del distretto di Bełchatów, nel voivodato di Łódź. Ricopre una superficie di 124,82 km² e nel 2004 contava 3 915 abitanti.